# Ponor Bezdan
Ponor Bezdan nalazi se u Borovom polju na planini Šator. Samo Borovo polje bogato je krškim fenomenima.
Ponor je dubok više od 30 metara, a pored njega su potpuno okomite vapnenačke stijene. Nastao je slomom vapnenačkih slojeva. U ovaj ponor se se slijeva voda za obilnih oborina i otiče nepoznatim kanalima u podzemlje.
Geomorfološki je spomenik prirode. 